# Hugo Page
Hugo Page (* 24. července 2001) je francouzský profesionální silniční cyklista jezdící za UCI WorldTeam Intermarché–Wanty.

## Hlavní výsledky
2018
Tour des Portes du Pays d'Othe
 celkový vítěz
 vítěz soutěže mladých jezdců
vítěz 2. etapy (TTT)
vítěz Bernaudeau Junior
Tour du Pays de Vaud
9. místo celkově
vítěz etapy 3a
10. místo Chrono des Nations Juniors
2019
Národní šampionát
 vítěz časovky juniorů
vítěz Chrono des Nations Juniors
2. místo La Route des Géants
Mistrovství Evropy
7. místo časovka juniorů
7. místo GP Général Patton
10. místo Bernaudeau Junior
2021
L'Étoile d'Or
5. místo celkově
Tour d'Eure-et-Loir
8. místo celkově
9. místo Paříž–Troyes
2022
3. místo Binche–Chimay–Binche
5. místo Classic Loire Atlantique
5. místo Famenne Ardenne Classic
2023
Tour du Limousin
vítěz 4. etapy
2. místo Cadel Evans Great Ocean Road Race
6. místo Polynormande
2024
8. místo Trofeo Calvià

### Výsledky na Grand Tours
| Grand Tour      | 2023 | 2024 |
| --------------- | ---- | ---- |
| Giro d'Italia   | —    | —    |
| Tour de France  | —    | 117  |
| Vuelta a España | 127  |      |

| —   | Nezúčastnil se |
| DNF | Nedokončil     |